# Mangal Shobhajatra

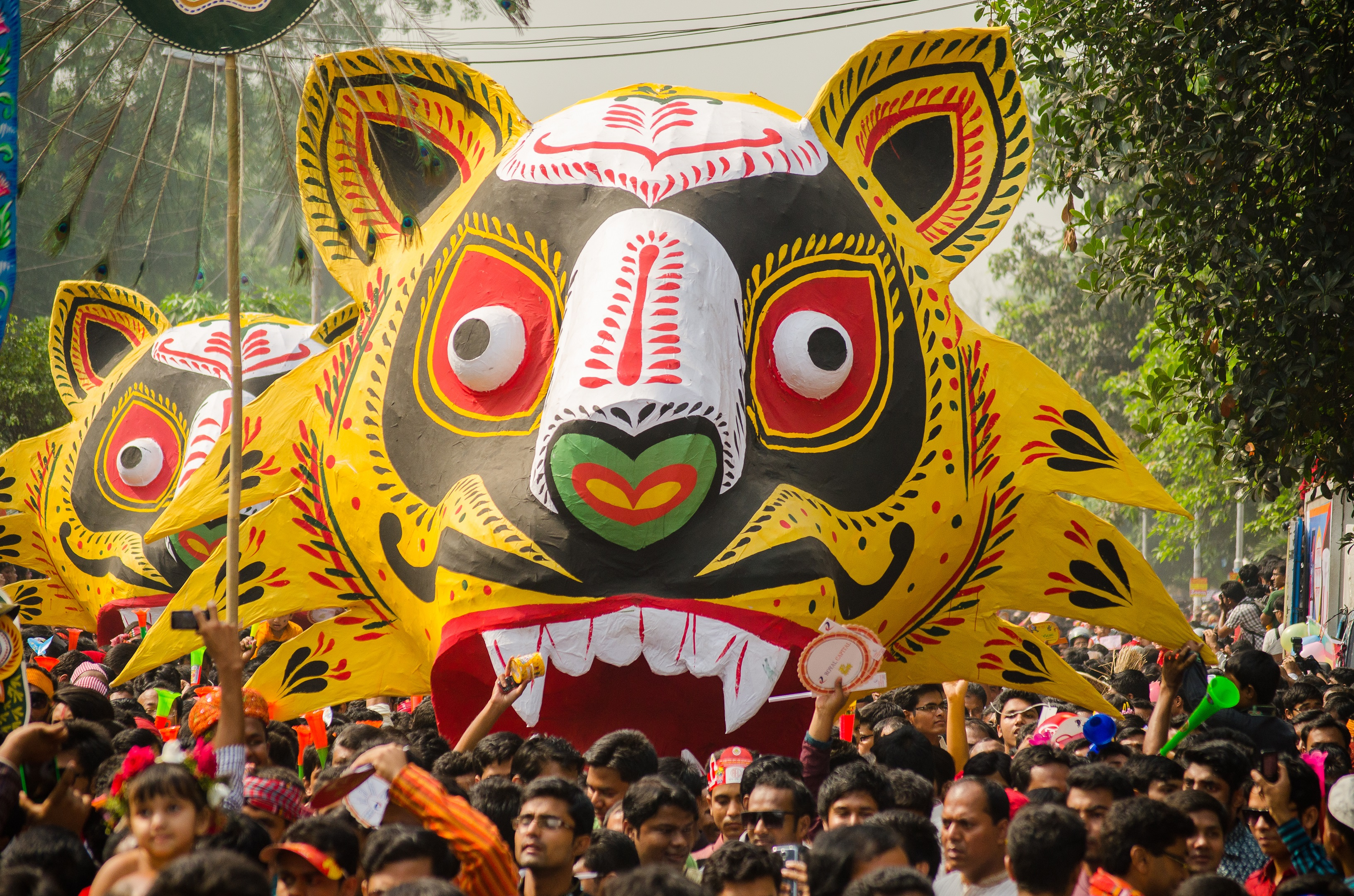
Eine Bengaltiger-Darstellung bei Mangal Shobhajatra 2014 (dem bengalischen Jahr 1422)

Mangal Shobhajatra oder Mangal Shovajatra (bengalisch মঙ্গল শোভাযাত্রা maṅgal śobhāyātrā, „Prozession der Glücksbotschaft“) ist ein alljährlicher folkloristischer Umzug, der anlässlich des Neujahrstages (Pahela Boishakh am 14. April) nach bengalischem Kalender von Studenten und Lehrenden der Fakultät der schönen Künste der Universität Dhaka in Bangladesch veranstaltet wird.

## Geschichte

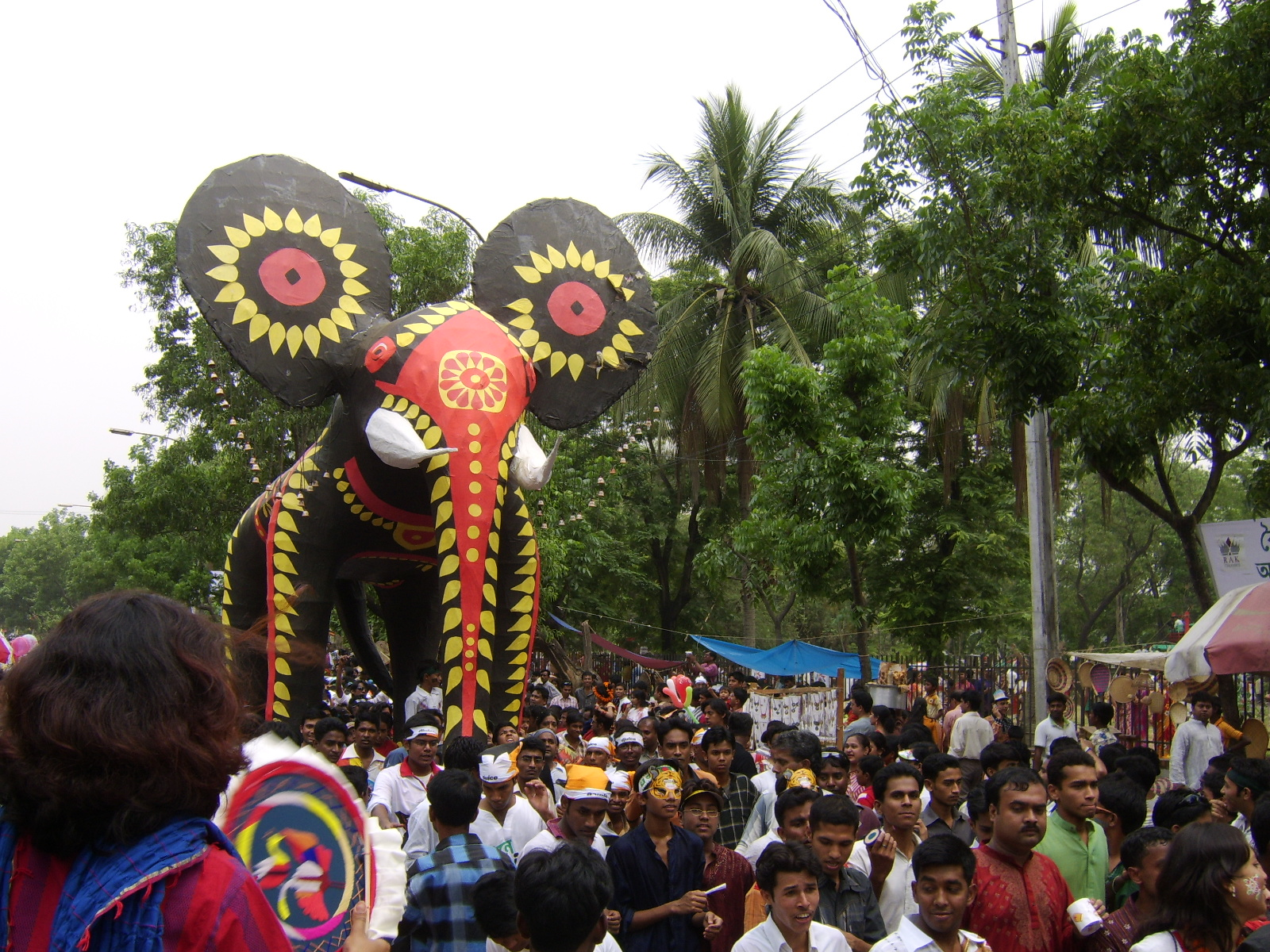
Mangal Shobhajatra 2007 (das bengalische Jahr 1415)

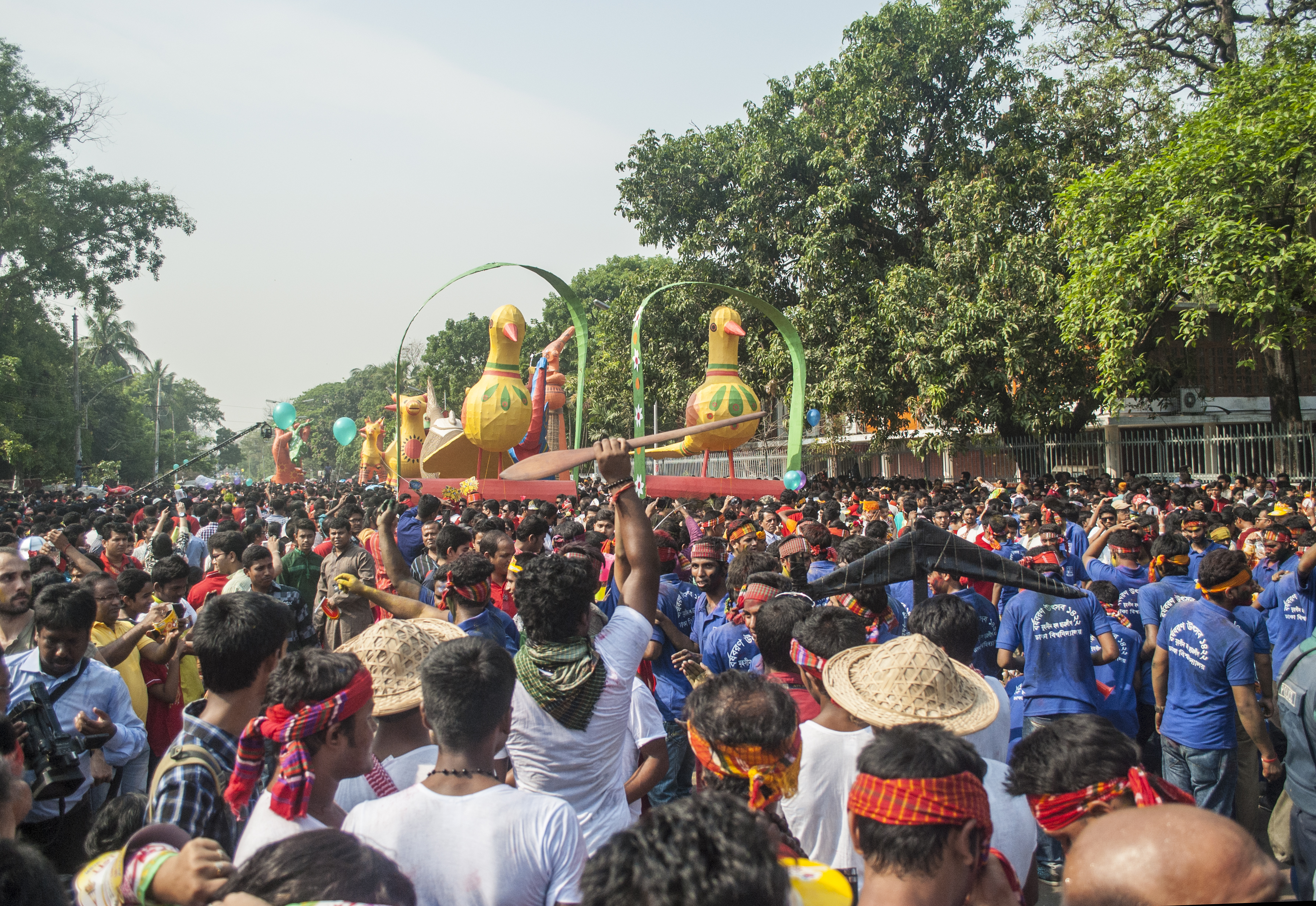
Mangal Shobhajatra 2014

Der Festumzug fand erstmals 1986 in Jessore statt und wurde von Charupit, einer Nichtregierungsorganisation mit Sitz in Jashore, organisiert. 1989 begann das Fine Arts Institute der Universität Dhaka mit ähnlichen Veranstaltungen. Seitdem werden sie jedes Jahr von der Fakultät für Bildende Künste der Universität Dhaka organisiert. Damals befand sich Bangladesch unter dem Militärregime des Generals Hossain Mohammad Ershad (im Jahr 1990 wurde dieser gestürzt). Um die Menschen von den scheinbar düsteren politischen und gesellschaftlichen Perspektiven abzulenken, und gleichzeitig auch um ihre künstlerische Kreativität auszuleben und zu zeigen, beschlossen Studenten und Lehrende der Fakultät der schönen Künste der Universität Dhaka, einen Umzug mit selbstgebastelten und bemalten Masken und Figuren zu veranstalten. Bei dem Umzug wurden große farbenfrohe Masken und Figuren gezeigt, die menschliche Gesichter, sowie Tier- und Symbolfiguren darstellten. Von der Machart her erinnerte der Umzug etwas an die Wagen beim Karnevalsumzug, allerdings ohne das satirische Element und die politischen Anspielungen. Die Masken und Figuren zitierten stattdessen Motive der bengalischen Folklore und Volkskunst.
Seit 1989 hat jedes Jahr eine neue Mangal Shobhajatra am bengalischen Neujahrstag stattgefunden, die jeweils von Kunststudenten und -lehrenden organisiert wurde. An dem Umzug nehmen immer Tausende von Personen teil. Inzwischen ist der Umzug zu einer Art nationaler Institution der jungen bangladeschischen Nation geworden. Mangal Shobhajatra gilt als säkulares Fest der Gemeinsamkeit, der Solidarität und des friedlichen Zusammenlebens des bangladeschischen Volkes.

## Weltkulturerbe
Auf Initiative der Akademie für die Bengalische Sprache (Bangla Academy) stellte Bangladesch im Jahr 2015 einen Antrag auf Aufnahme von Mangal Shobhajatra in die Listung des immateriellen UNESCO-Kulturerbes. Auf der 11. Sitzung des Komitees zur Bewahrung des immateriellen Weltkulturerbes der UNESCO in Addis Abeba vom 28. November bis 2. Dezember 2016 wurde Mangal Shobhajatra in die UNESCO-Liste des immateriellen Kulturerbes der Menschheit aufgenommen.